# Yelicones fisheri
Yelicones fisheri är en stekelart som beskrevs av Areekul och Donald L.J. Quicke 2004. Yelicones fisheri ingår i släktet Yelicones och familjen bracksteklar. Inga underarter finns listade i Catalogue of Life.